# Altertheim
Altertheim är en kommun i Landkreis Würzburg i Regierungsbezirk Unterfranken i förbundslandet Bayern i Tyskland. 
Kommunen bildades 1 maj 1978 genom en sammanslagning av kommunerna Oberaltertheim, Steinbach bei Würzburg och Unteraltertheim.
Kommunen ingår i kommunalförbundet Kist tillsammans med kommunen Kist.